# Віллєті Людвіг Михайлович
Віллєті Людвіг Михайлович — (нар.16 жовтня 1789, Турин) — ?) — український підприємець у галузі освіти, педагог італійського походження.

## Життєпис

### Підприємницька діяльність
З дозволу Імператорського Харківського університету від 1820 року в містечку Златопіль Чигиринського повіту Київської губернії в 1828 році відкриває для надання початкової освіти іноземний трикласний чоловічий приватний пансіон, в якому з 1831 року було вже 5 класів. У 1838 році плата за навчання в пансіоні становила 300 рублів на рік, а з музикою — 400.

### Педагогічна діяльність
26 липня 1835 року приймає підданство Російської імперії.
З 1 липня 1836 року виконує обов'язки вчителя французької мови у Златопільському повітовому дворянському училищі, а з 29 квітня 1839 року затверджується на цій посаді і 24 липня 1839 року переводиться на таку ж посаду в Києво-Подільське повітове дворянське училище. Однак звідти 14 серпня 1839 року звільняється за власним бажанням. З 3 листопада 1839 року — вчитель французької мови у Златопільському повітовому дворянському училищі, де працює по 1841 рік.

## Сім'я
- Дружина — ?
- Донька — Целестина (нар. 1834)
- Донька — Єлизавета (нар. 1836)
- Син — Юлій (нар. 1837)